# Jeremie Frimpong
Jeremie Agyekum Frimpong (n. 10 decembrie 2000, Amsterdam, Țările de Jos) este un fotbalist neerlandez, care joacă pe post de fundaș lateral la Liverpool în Premier League. Pe plan internațional, are prezențe la națională pentru Țările de Jos U19⁠(d), Țările de Jos U20⁠(d), Țările de Jos U21⁠(d) și Țările de Jos.

## Cariera pe echipe

### Manchester City
Frimpong s-a alăturat lui Manchester City la vârsta de nouă ani  și a progresat în rândurile de tineret ale clubului, cu apariții regulate în Premier League 2 și UEFA Youth League.

### Celtic
Pe 2 septembrie 2019, Frimpong a semnat un contract de patru ani cu Celtic. Mai târziu în aceeași lună, și-a făcut debutul profesionist împotriva lui Partick Thistle în sferturile de finală ale Cupei Ligii Scoțiene. A avut un impact imediat, câștigând premiul pentru omul meciului la debut și urmând să devină un obișnuit în prima echipă. Viteza și priceperea sa au fost evidențiate de mass-media și l-au făcut popular printre fanii celtici. Frimpong a devenit rapid favoritul fanilor cu ritmul său electrizant, tenacitatea și priceperea de atac din poziția de fundaș drept. Pe 27 octombrie, Frimpong a marcat într-o victorie cu 4-0 împotriva lui Aberdeen, primul său gol profesionist. El a câștigat primul său titlu în carieră pe 8 decembrie 2019, când Celtic i-a învins pe Rangers cu 1–0 în finala Cupei Ligii Scoțiene. El a fost descris de antrenorul lui Celtic, Neil Lennon, ca fiind „excepțional” și „probabil cel mai bun jucător al nostru [de teren] din prima repriză”, deși a fost eliminat la începutul reprizei secunde pentru un fault asupra lui Alfredo Morelos în careu de pedeapsă. În iunie 2020, Frimpong a fost votat tânărul jucător al anului de la Celtic pentru sezonul 2019-20 de către suporterii clubului.

### Bayer Leverkusen
Pe 27 ianuarie 2021, Frimpong a semnat cu echipa germană Bayer Leverkusen pentru o sumă nedezvăluită, pe o înțelegere de patru ani și jumătate. La 3 octombrie 2023, și-a prelungit contractul până în 2028.

## Cariera la națională
Născut în Țările de Jos, Frimpong este de origine ghaneză. Familia sa s-a mutat în Anglia când el avea șapte ani. Ca atare, este eligibil să joace pentru Olanda, Ghana și Anglia.
Frimpong a reprezentat Țările de Jos la naționala Țărilor de Jos sub 19 ani și și-a făcut debutul internațional împotriva Armeniei U19 în noiembrie 2018. În noiembrie 2019 și-a făcut debutul la naționala sub 20 de ani.
În noiembrie 2022, Frimpong a fost inclus în lotul echipei naționale de seniori a Țărilor de Jos pentru Campionatul Mondial de Fotbal 2022.  Chiar dacă, potrivit unui articol de pe site-ul NOS, nu vorbește foarte mult olandeză, înțelege discuțiile despre meci și limbajul fotbalistic. El nu a apărut la turneu, Olanda fiind eliminată de Argentina în sferturile de finală. A făcut prima sa apariție pentru Țările de Jos pe 13 octombrie 2023, făcând o apariție de pe banca de rezerve în meciul de calificare la UEFA Euro 2024 împotriva Franței.

## Palmares
Celtic
- Campionatul Scoției: 2019–20 [23]
- Cupa Scoției: 2019–20 [24]
- Cupa Ligii Scoției: 2019–20 [25]

Bayer Leverkusen
- Bundesliga: 2023–24[26]
- Cupa Germaniei: 2023–24[27]
- Supercupa Germaniei: 2024[28]

Individual
- Kicker Echipa sezonului din Bundesliga: 2021–22,[29][30] 2022–23,[31] 2023–24[32]
- Echipa sezonului din Bundesliga: 2022–23,[33] 2023–24[34]
- Echipa sezonului VDV Bundesliga: 2022–23,[35] 2023–24[36]
- Echipa sezonului în UEFA Europa League: 2023–24[37]